# Interclubs 2017/18
Die Interclubs 2017/18 ist die belgische Mannschaftsmeisterschaft im Schach.
Meister wurden die Schachfreunde Wirtzfeld, während sich der Titelverteidiger KSK 47 Eynatten mit dem dritten Platz begnügen musste. Aus der Division 2 waren im Vorjahr der TSM Schaakklub aus Mechelen und der Schaakkring Brasschaat aufgestiegen. Während Brasschaat den Klassenerhalt erreichte, musste der TSM Schaakklub zusammen mit Cercle des Echecs de Charleroi direkt wieder absteigen.
Zu den gemeldeten Mannschaftskadern siehe Mannschaftskader der Interclubs 2017/18.

## Spieltermine
Die Wettkämpfe wurden am 24. September, 1. und 22. Oktober, 19. November, 3. Dezember 2017, 4. und 25. Februar, 11. und 25. März sowie 22. und 29. April 2018 gespielt.

## Modus
Die zwölf teilnehmenden Mannschaften spielten ein einfaches Rundenturnier. Über die Platzierung entschied zunächst die Anzahl der Mannschaftspunkte (zwei Punkte für einen Mannschaftssieg, ein Punkt für ein Unentschieden, kein Punkt für eine Niederlage) und dann die Zahl der Brettpunkte (ein Punkt für einen Sieg, ein halber Punkt für ein Remis, kein Punkt für eine Niederlage).

## Tabelle
| Pl. | Verein                                                 | Sp | G | U | V | MP    | Brett-P.  |
| --- | ------------------------------------------------------ | -- | - | - | - | ----- | --------- |
| 01. | Schachfreunde Wirtzfeld                                | 11 | 9 | 2 | 0 | 20:2  | 58,5:29,5 |
| 02. | Koninklijke Gentse Schaakkring Ruy Lopez               | 11 | 7 | 0 | 4 | 14:8  | 52,0:36,0 |
| 03. | KSK 47 Eynatten (M)                                    | 11 | 6 | 2 | 3 | 14:8  | 50,5:37,5 |
| 04. | L’Echiquier Amaytois                                   | 11 | 5 | 3 | 3 | 13:9  | 47,5:40,5 |
| 05. | Cercle Royal des Echecs de Liège et Echiquier Liègeois | 11 | 6 | 1 | 4 | 13:9  | 43,5:44,5 |
| 06. | Koninklijke Brugse Schaakkring                         | 11 | 6 | 1 | 4 | 13:9  | 42,5:45,5 |
| 07. | Cercle d’Échecs Fontainois                             | 11 | 4 | 2 | 5 | 10:12 | 46,0:42,0 |
| 08. | Schaakclub Wachtebeke                                  | 11 | 5 | 0 | 6 | 10:12 | 42,0:46,0 |
| 09. | Schaakkring Brasschaat (N)                             | 11 | 4 | 1 | 6 | 9:13  | 38,0:50,0 |
| 10. | KSK Rochade Eupen-Kelmis                               | 11 | 4 | 0 | 7 | 8:14  | 43,5:44,5 |
| 11. | TSM Schaakklub (N)                                     | 11 | 1 | 2 | 8 | 4:18  | 33,0:55,0 |
| 12. | Cercle des Echecs de Charleroi                         | 11 | 1 | 2 | 8 | 4:18  | 31,0:57,0 |

### Entscheidungen
|     | Belgischer Meister: Schachfreunde Wirtzfeld                                 |
|     | Absteiger in die Division 2: TSM Schaakklub, Cercle des Echecs de Charleroi |
| (M) | Meister der letzten Saison                                                  |
| (N) | Aufsteiger der letzten Saison                                               |

## Kreuztabelle
| Ergebnisse | Ergebnisse                                             | 01. | 02. | 03. | 04. | 05. | 06. | 07. | 08. | 09. | 10. | 11. | 12. |
| ---------- | ------------------------------------------------------ | --- | --- | --- | --- | --- | --- | --- | --- | --- | --- | --- | --- |
| 01.        | Schachfreunde Wirtzfeld                                |     | 5   | 4   | 5½  | 5   | 7   | 4   | 5½  | 5½  | 5   | 5½  | 6½  |
| 02.        | Koninklijke Gentse Schaakkring Ruy Lopez               | 3   |     | 5   | 6½  | 3   | 3   | 4½  | 3½  | 5½  | 5   | 6½  | 6½  |
| 03.        | KSK 47 Eynatten                                        | 4   | 3   |     | 5   | 5½  | 7   | 4   | 5   | 2   | 3½  | 5½  | 6   |
| 04.        | L’Echiquier Amaytois                                   | 2½  | 1½  | 3   |     | 4   | 4   | 4½  | 5½  | 7   | 4½  | 4   | 7   |
| 05.        | Cercle Royal des Echecs de Liège et Echiquier Liègeois | 3   | 5   | 2½  | 4   |     | 5   | 4½  | 3   | 2½  | 4½  | 5   | 4½  |
| 06.        | Koninklijke Brugse Schaakkring                         | 1   | 5   | 1   | 4   | 3   |     | 4½  | 4½  | 6   | 5   | 3   | 5½  |
| 07.        | Cercle d’Échecs Fontainois                             | 4   | 3½  | 4   | 3½  | 3½  | 3½  |     | 5½  | 3½  | 4½  | 5½  | 5   |
| 08.        | Schaakclub Wachtebeke                                  | 2½  | 4½  | 3   | 2½  | 5   | 3½  | 2½  |     | 5½  | 4½  | 5   | 3½  |
| 09.        | Schaakkring Brasschaat                                 | 2½  | 2½  | 6   | 1   | 5½  | 2   | 4½  | 2½  |     | 2½  | 5   | 4   |
| 10.        | KSK Rochade Eupen-Kelmis                               | 3   | 3   | 4½  | 3½  | 3½  | 3   | 3½  | 3½  | 5½  |     | 6   | 4½  |
| 11.        | TSM Schaakklub                                         | 2½  | 1½  | 2½  | 4   | 3   | 5   | 2½  | 3   | 3   | 2   |     | 4   |
| 12.        | Cercle des Echecs de Charleroi                         | 1½  | 1½  | 2   | 1   | 3½  | 2½  | 3   | 4½  | 4   | 3½  | 4   |     |

## Die Meistermannschaft
| 1.            | Schachfreunde Wirtzfeld |
| Schachfiguren | Daniel Fridman, Imre Héra, Evgeny Postny, Andrei Istrățescu, Erik van den Doel, Sébastien Feller, Andrij Sumez, Róbert Ruck, Bence Korpa, Vladislav Nevednichy, Alexandre Dgebuadze, Ádám Horváth, Artur Jakubiec, Arkadi Rotstein, Thorsten Michael Haub, Tapani Sammalvuo, Irina Bulmaga, Anna Zatonskih, Wladimir Skulener, Stéphane Hautot, Yuri Boidman, Robert Philipowski, Edyta Jakubiec, Thomas Roos. |